# 39653 Carnera
39653 Carnera è un asteroide della fascia principale. Scoperto nel 1995, presenta un'orbita caratterizzata da un semiasse maggiore pari a 2,6875513 au e da un'eccentricità di 0,0430103, inclinata di 14,98746° rispetto all'eclittica.
L'asteroide è dedicato all'astronomo italiano Luigi Carnera.